# Dècada de l'1
La dècada de l'1 és el període que comprèn els primers nou anys de l'Era Comuna (o Anno Domini), des de l'1 fins al 9. Encara que pròpiament no és una dècada (no té dura deu anys sinó nou) se l'anomena així seguint la convenció de les dècades com a períodes que van des dels anys acabats en 0 fins als anys acabats en 9, malgrat que en aquest cas no és completa perquè no existeix l'any zero. És un dels dos casos en els que això passa, juntament amb la dècada de l'1 aC.

## Esdeveniments
- La Terra té una població d'uns 250 milions de persones
- Guerra entre els pobles germànics
- Naixement de Jesucrist, inici de l'era cristiana
- Publicació de Les Metamorfosis d'Ovidi
- Batalla del bosc de Teutoburg

## Personatges destacats
- August, emperador romà (27 aC-14).
- Jesucrist
- Ovidi